# Bahnhof Plochingen
Bahnhof Plochingen vasútállomás Németországban, Baden-Württemberg tartományban. A német vasútállomás-kategóriák közül a második csoportba tartozik.

## Vasútvonalak
Az állomást az alábbi vasútvonalak érintik:
- Filstalbahn
- Plochingen–Tübingen-vasútvonal

## Forgalom

### Távolsági
Az állomást 2014-ben az alábbi távolsági járatok érintették:
| Járat  | Útvonal | Ütem             |
| ------ | --- | ---------------- |
| ICE 11 | (Hamburg – Berlin – Leipzig – Erfurt – Frankfurt – Mannheim –) Stuttgart – Plochingen – Ulm – Augsburg – München                      | egy vonat        |
| ICE 42 | Dortmund – Essen – Duisburg – Köln – Frankfurt Flughafen – Mannheim – (Karlsruhe –) Stuttgart – Plochingen – Ulm – Augsburg – München | egy vonatpár     |
| IC 32  | Düsseldorf – Köln – Koblenz – Mainz – Mannheim – Heidelberg – Stuttgart – Plochingen – Reutlingen – Tübingen                          | je ein Zugpaar   |
| IC 32  | Dortmund – Essen – Duisburg – Düsseldorf – Köln – Koblenz – Mainz – Mannheim – Heidelberg – Stuttgart – Plochingen – Ulm – Oberstdorf | je ein Zugpaar   |
| IC 60  | (Basel Bad Bf – Freiburg –) Karlsruhe – Stuttgart – Plochingen – Ulm – Augsburg – München (– Salzburg)                                | kétóránként      |
| IC 62  | Frankfurt – Darmstadt – Heidelberg – Stuttgart – Plochingen – Ulm – Augsburg – München – Salzburg (– Klagenfurt)                      | bizonyos vonatok |

## Kapcsolódó állomások
A vasútállomáshoz az alábbi állomások vannak a legközelebb:
- Wernau (Neckar) station
- Altbach